# Citroën C4 WRC
A Citroën C4 WRC a Citroën rali világbajnokságon használt autója volt 2007 és 2010 között. Elődje a márka sikereit megalapozó Xsara WRC, utódja pedig a DS3 WRC. A C4 az egyetlen autó a világbajnokság történetében, ami aktív évei alatt aszfalton végig veretlen maradt. Első versenye a 2007-es Monte Carlo-rali volt, melyen kettős győzelemmel mutatkozott be.

## Fejlesztés

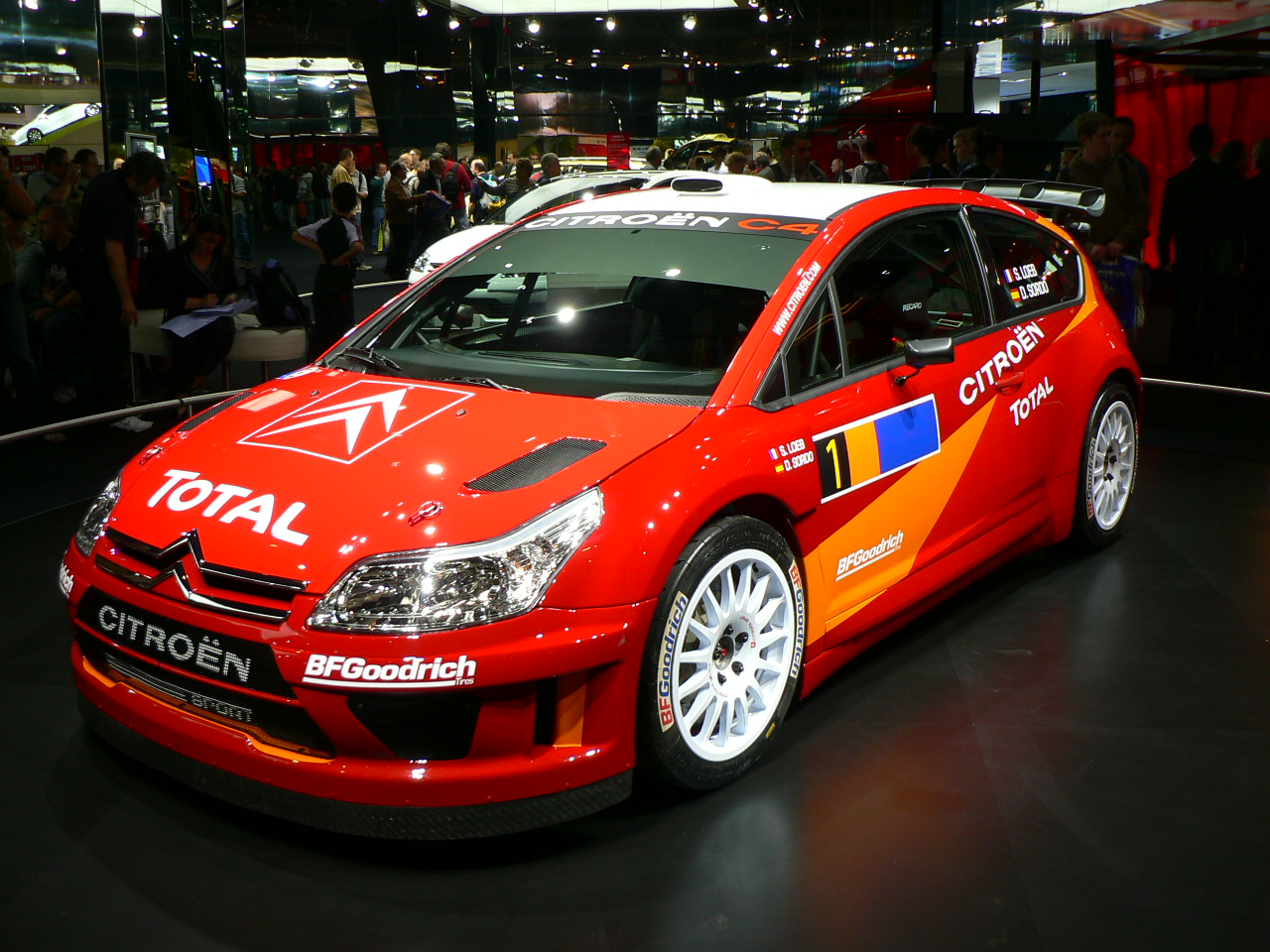
A C4 WRC prototípusa a 2006-os Párizsi Autószalonon

Azt már 2004-ben bejelentették, hogy a Citroën következő WRC-je a C4 Coupé változatának az alapjaira épül majd, év végén pedig a prototípust is elkezdték tesztelni. Eredetileg már 2005 végén bemutatkozott volna az autó, de ezt a tervet elvetették a PSA kivonulása miatt. A 2006-ban viszont engedélyt kaptak a folytatásra, így az év a C4 tesztelésével telt.
Bár a C4 kisebbnek tűnhet a Xsaránál, a valóságban 10,7 cm-rel hosszabb, és a tengelytávja is 5 cm-rel nagyobb. Mivel a hossza 4200 mm felett van, a szabályok szerinti maximum szélessége 1800 mm-re nőtt (szemben a Xsara 1770 mm-es szélességéhez képest). A karosszéria teljesen más, mint a Xsaráé volt: a bukócsövet vastagabb csőből építették, így nagyobb merevséget ad, a súlyeloszlás javítása és a biztonsági szempontok miatt a versenyzők ülései jóval hátrább és egymáshoz közelebb kerültek, illetve a kerékdobok is nagyobbak a megnövekedett rugóhossz miatt. Mechanikailag a Xsara WRC és a C4 WRC viszont nagyon hasonlítanak, hiszen a motor, a hajtásrendszer és a futóművek -apróbb módosításoktól eltekintve- megegyeznek. A fejlesztés során az idő- és pénzspórolás érdekében az aerodinamikailag fontos alkatrészek 1:4 arányú kicsinyített mását tesztelték a szélcsatornában, így ki tudták választani azokat a megoldásokat, amelyeket valós körülmények között is tesztelni akartak.
A tesztpilóták Sébastien Loeb, Dani Sordo, Philippe Bugalski és Carlos Sainz voltak.

## Versenyben

### 2007

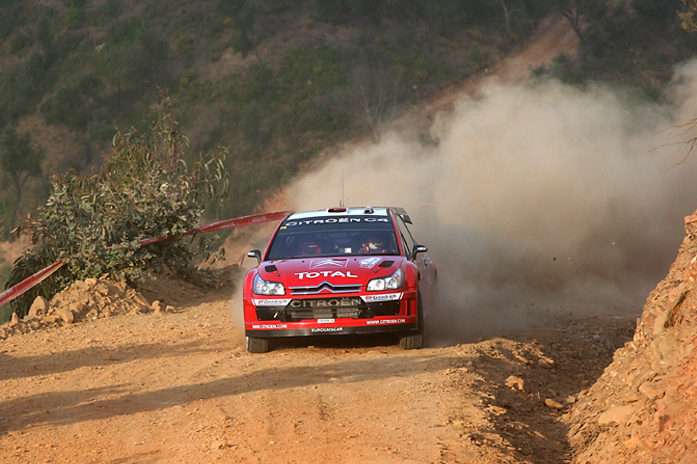
Loeb a 2007-es Portugál ralin

Az autó a 2007-es Monte Carlo ralin mutatkozott be éles versenyben; a csapat nem tudhatta, hogy mire lesz képes, hiszen a tesztek során csak a kissé már öregedő Xsara lehetett az összehasonlítási alapjuk. Ám ahogy a verseny elrajtolt, azonnal kiderült, hogy az autó gyors, hiszen rögtön az élre állt vele Loeb, Sordo pedig szorosan követte a második helyen; pozícióikat a verseny végéig megtartották, így a C4 rögtön egy kettős győzelemmel mutatkozott be. Az évad során az autó a megbízhatóságát is bizonyította, a kiesések oka nagyrészt vezetői hiba volt; a legnagyobb feladatot a Xsara beállításainak C4-re való átültetése jelentette. Loeb nyolc győzelmet szerzett, bajnoki címét pedig hatalmas csatában, de megvédte a Fordos Marcus Grönholmmal szemben; Sordo a negyedik helyet szerezte meg, bár őt hátráltatták műszaki gondok a német és a finn versenyen is. A Citroën viszont -az előző évihez hasonlóan- alul maradt a gyártók versenyében, ahol ismét a Ford gyári csapata végzett az első helyen.

### 2008

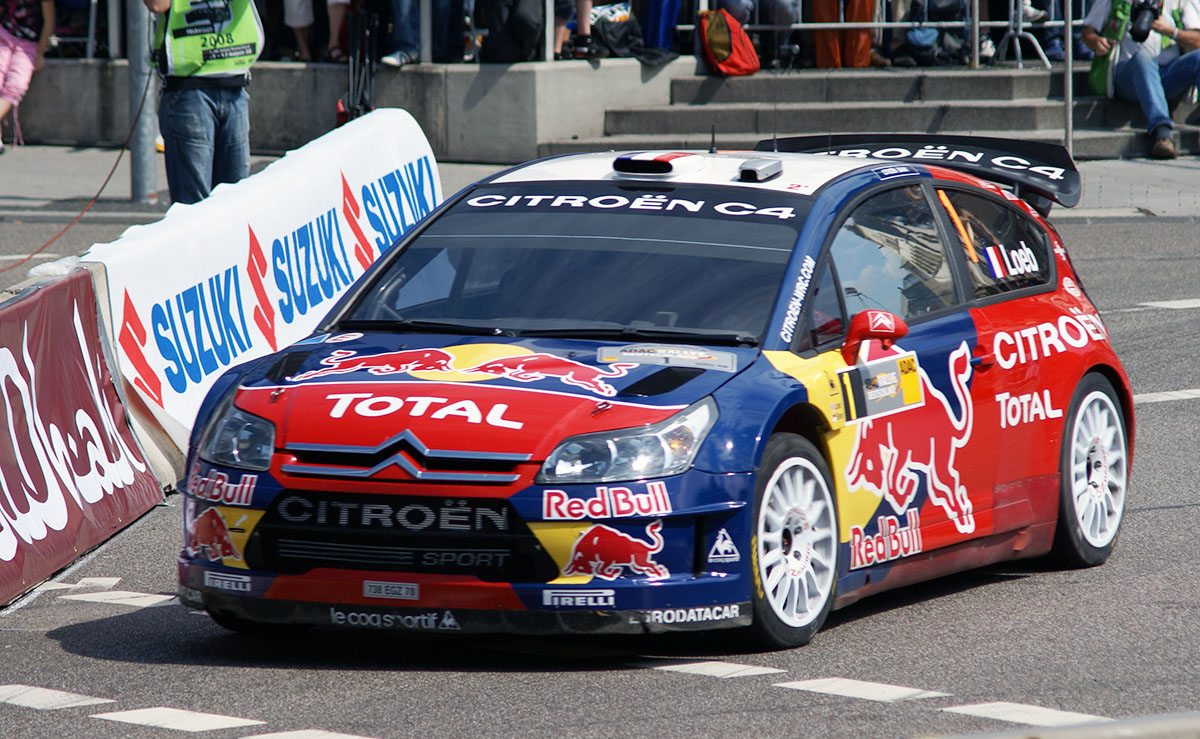
2008-ban a harmadik verseny után a Red Bull lett a csapat főtámogatója

2008-ban a gyári alakulatot továbbra is Loeb és Sordo képviselte, viszont ekkor először -a PH Sporton keresztül- a Citroën két privát versenyzőnek, Conrad Rautenbach-nak és Urmo Aava-nak biztosított C4 WRC-ket a világbajnokságon. A szezon hasonlóan indult, mint a 2007-es, hiszen Loeb és Sordo rögtön a Monte Carlo rali élére álltak, viszont Sordo később a verseny feladására kényszerült turbóhiba miatt. A szezon többi része viszont kiválóan sikerült, Loeb 11 győzelmet szerzett 15 versenyből, ráadásul a Fordoknak klasszikusan sikeres Finnországban és Görögországban is sikerült nyerni. Sordo teljesítménye is sokat javult; versenyt ugyan nem nyert, de többek közt négy második és három harmadik helye az egyéni értékelés harmadik helyéhez segítette hozzá, míg a Citroën 2005 után ismét megszerezte a gyártói bajnoki címet. A C4-es privátok közül Aava végzett előrébb: ő a 11. helyen zárta a szezont, míg Rautenbach a 15-en; mindkettejük legjobb eredménye egy negyedik hely volt. Az autót is továbbfejlesztették, bár Citroënes szokás szerint nem jelentettek be különböző evolúciókat, hanem folyamatosan, kis lépésekben fejlesztették.

### 2009

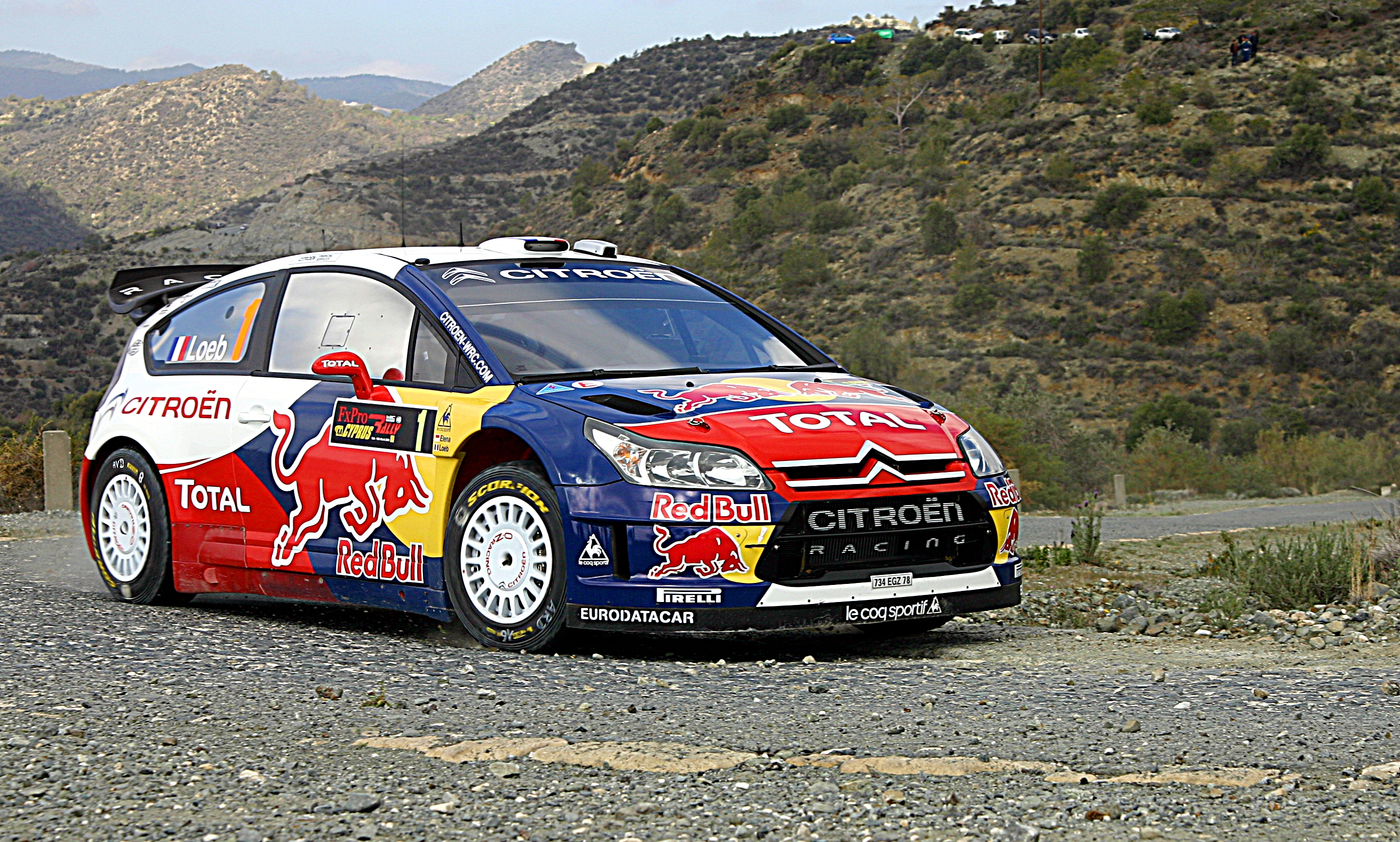
A Citroën Racing és az új dizájn a 2009-es Ciprus-ralin mutatkozott be

A 2009-es évben korántsem domináltak a C4 WRC-k, mint addig; bár a szezonnyitó versenyen kettős győzelmet aratott a gyári alakulat, és Loeb további négy versenyt nyert zsinórban (köztük a havas Norvég Ralit, mely második és egyben utolsó havas versenyen szerzett győzelme volt), év közben egy hatalmas borulás Görögországban, majd egy újabb baleset Lengyelországban és egy büntetés Ausztráliában rendkívül szorossá tette mind az egyéni, mind pedig a gyártói bajnokságot. Viszont a két utolsó versenyen a májusi Argentin ralin szerzett győzelme után Loeb újra nyerni tudott, így bár csak 1 ponttal, de megszerezte hatodik egyéni bajnoki címét. Sordo ismét nem nyert, de 7 dobogós helye elég volt, hogy a Citroën megvédje a gyártói bajnoki címet is.
Ebben az évben indított először a Citroën egy félgyári, tehetséggondozó csapatot, melyet Citroën Junior Team-nek kereszteltek el. Állandó versenyzőik a 2008-as Junior világbajnok Sébastien Ogier és Conrad Rautenbach voltak, de néhány versenyen a csapat színeiben indult Jevgenyij Novikov, Aaron Burkart és Chris Atkinson is. Petter Solberg az utolsó két versenyre lecserélte a Xsara WRC-jét egy C4-re, a szezonzáró Wales ralin pedig ő is a Junior csapatban indult; mindkét versenyen a negyedik helyet tudta megszerezni.
Érdekesség, hogy a Citroën kísérletképpen megépítette az első hibrid hajtású WRC-t, amit Citroën C4 WRC HYbrid 4-nak neveztek el. Az autó lényegi része változatlan maradt, de kiegészítésképpen egy 125 kW-os elektromos motor és a hozzá tartozó 990 cellás lítiumion-akkumulátor került beépítésre; így az autó 150 kilogrammal lett nehezebb, mint egy normál C4 WRC. A rendszer segítségével a szakaszokon a meglévő 570 Nm mellé további 300-at kap a pilóta, továbbá lehetővé teszi, hogy a településeken és a szervizparkban tisztán elektromos üzemmódban lehessen az autóval közlekedni, jócskán csökkentve a versenyzőket és a lakókat érő zajterhelést. A tesztpilóta Dani Sordo volt; az autó éles versenyen sosem került bevetésre, ugyanis a hibrid technológia mégsem került bevezetésre a ralikon.

### 2010

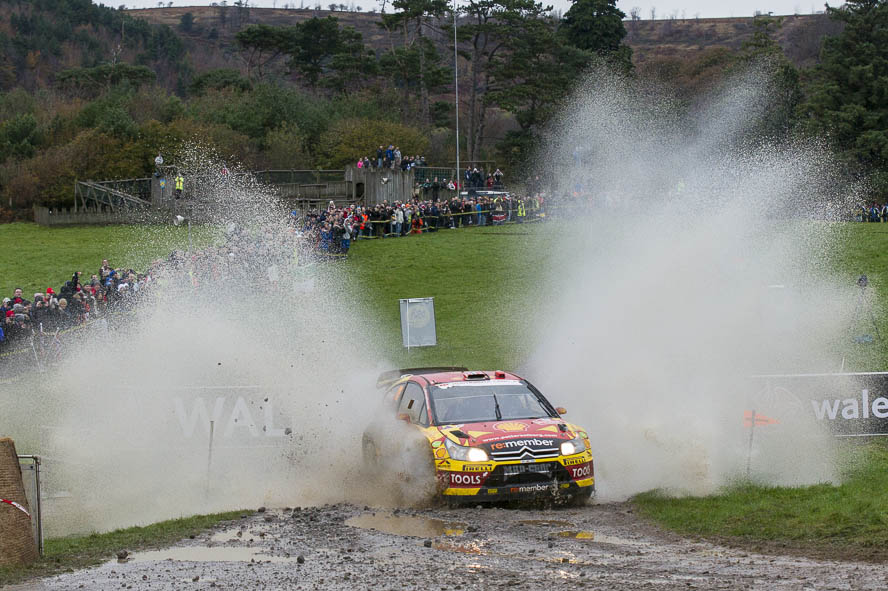
A 2010-es év kellemes meglepetése Solberg volt, aki a privát C4-esével nyolc alkalommal is dobogóra tudott állni

2010 volt talán a C4 WRC-k legdominánsabb éve, köszönhetően a C4 képességei mellett a legerősebb versenyzőgárdának is: a gyáriaknál Loeb és Sordo, a Junior csapatban Ogier és Räikkönen, valamint a saját csapatával Petter Solberg is hozzájárult a kiváló eredményekhez. Az év végén az egyéni bajnoki tabella első öt helyén négy C4-gyel versenyző pilóta végzett: Loeb (1.), Solberg (3.), Ogier (4.) és Sordo (5.); a privát csapatával induló Solberg tehát megelőzte a Citroën két gyári versenyzőjét! Kimi Räikkönen első teljes ralis évében az összetett 10. helyet szerezte meg, legjobb eredménye egy ötödik hely volt. A Citroën sikeresen megvédte a gyártói bajnoki címét, sorozatban harmadjára előzve meg a Fordot.
Három rekord is fűződik ehhez a szezonhoz:
- Sosem fordult még elő az a világbajnokság történetében, hogy egy gyártó azonos autóival hat versenyen (Mexikó, Portugália, Bulgária, Németország, Franciaország és Spanyolország) is az első három helyet szerezzék meg; ezekből Portugáliában ráadásul az első négy helyen végzett C4-et vezető pilóta, sorrendben Ogier, Loeb, Sordo és Solberg.
- Loeb spanyolországi győzelme azt is jelentette, hogy a C4 WRC mind a 13 aszfaltversenyt megnyerte, amit gyári színekben teljesített.[12]
- A C4 WRC szerezte meg az eredeti szabályok szerint épített WRC-k utolsó világbajnoki győzelmét a Wales ralin.

### 2011-
2011-től a régi szabályok szerint épített WRC-kkel továbbra is lehet indulni a világbajnokságon, de pontokat nem lehet velük szerezni; gyakorlatilag felesleges lenne a versenyeken elindulni. Így a C4-ek főleg a nemzeti bajnokságokban és show-jellegű versenyeken jelentek meg, több bajnoki címet bezsebelve (pl. Jean-Marie Cuoq a 2013-as Francia Murvabajnokságot, Manuel Sossella a 2011-es olasz Nemzetközi Rali Kupát).
A Citroën Racingtől több csapat is vásárolt C4 WRC-ket, közülük a legjelentősebb a D-Max Racing, mely három ilyen autóval rendelkezik Xsara WRC-k, egy DS3 WRC és DS3 R3-ak mellett.

## WRC győzelmek
| No. | Verseny                                  | Szezon | Versenyző       | Navigátor        |
| --- | ---------------------------------------- | ------ | --------------- | ---------------- |
| 1   | 75. Rallye Automobile de Monte-Carlo     | 2007   | Sébastien Loeb  | Daniel Elena     |
| 2   | 21. Corona Rally México                  | 2007   | Sébastien Loeb  | Daniel Elena     |
| 3   | 41. Vodafone Rally de Portugal           | 2007   | Sébastien Loeb  | Daniel Elena     |
| 4   | 27. Rally Argentina                      | 2007   | Sébastien Loeb  | Daniel Elena     |
| 5   | 26. ADAC Rallye Deutschland              | 2007   | Sébastien Loeb  | Daniel Elena     |
| 6   | 43. Rally RACC Catalunya – Costa Daurada | 2007   | Sébastien Loeb  | Daniel Elena     |
| 7   | 51. Tour de Corse – Rallye de France     | 2007   | Sébastien Loeb  | Daniel Elena     |
| 8   | 1st Rally Ireland                        | 2007   | Sébastien Loeb  | Daniel Elena     |
| 9   | 76. Rallye Automobile de Monte-Carlo     | 2008   | Sébastien Loeb  | Daniel Elena     |
| 10  | 22. Corona Rally México                  | 2008   | Sébastien Loeb  | Daniel Elena     |
| 11  | 28. Rally Argentina                      | 2008   | Sébastien Loeb  | Daniel Elena     |
| 12  | 5º Supermag Rally Italia Sardinia        | 2008   | Sébastien Loeb  | Daniel Elena     |
| 13  | 55th BP Ultimate Acropolis Rally         | 2008   | Sébastien Loeb  | Daniel Elena     |
| 14  | 58th Neste Oil Rally Finland             | 2008   | Sébastien Loeb  | Daniel Elena     |
| 15  | 27. ADAC Rallye Deutschland              | 2008   | Sébastien Loeb  | Daniel Elena     |
| 16  | 38th Repco Rally New Zealand             | 2008   | Sébastien Loeb  | Daniel Elena     |
| 17  | 44º Rally RACC Catalunya – Costa Daurada | 2008   | Sébastien Loeb  | Daniel Elena     |
| 18  | 52. Tour de Corse – Rallye de France     | 2008   | Sébastien Loeb  | Daniel Elena     |
| 19  | 64th Wales Rally of Great Britain        | 2008   | Sébastien Loeb  | Daniel Elena     |
| 20  | 2nd Rally Ireland                        | 2009   | Sébastien Loeb  | Daniel Elena     |
| 21  | 3rd Rally Norway                         | 2009   | Sébastien Loeb  | Daniel Elena     |
| 22  | 37th Cyprus Rally                        | 2009   | Sébastien Loeb  | Daniel Elena     |
| 23  | 43º Vodafone Rally de Portugal           | 2009   | Sébastien Loeb  | Daniel Elena     |
| 24  | 29º Rally Argentina                      | 2009   | Sébastien Loeb  | Daniel Elena     |
| 25  | 45º Rally RACC Catalunya – Costa Daurada | 2009   | Sébastien Loeb  | Daniel Elena     |
| 26  | 65th Wales Rally of Great Britain        | 2009   | Sébastien Loeb  | Daniel Elena     |
| 27  | 23º Corona Rally México                  | 2010   | Sébastien Loeb  | Daniel Elena     |
| 28  | 28th Jordan Rally                        | 2010   | Sébastien Loeb  | Daniel Elena     |
| 29  | 6th Rally of Turkey                      | 2010   | Sébastien Loeb  | Daniel Elena     |
| 30  | 44º Vodafone Rally de Portugal           | 2010   | Sébastien Ogier | Julien Ingrassia |
| 31  | 41st Rally Bulgaria                      | 2010   | Sébastien Loeb  | Daniel Elena     |
| 32  | 28. ADAC Rallye Deutschland              | 2010   | Sébastien Loeb  | Daniel Elena     |
| 33  | 6th Rally Japan                          | 2010   | Sébastien Ogier | Julien Ingrassia |
| 34  | Rallye de France - Alsace                | 2010   | Sébastien Loeb  | Daniel Elena     |
| 35  | 46º Rally RACC Catalunya – Costa Daurada | 2010   | Sébastien Loeb  | Daniel Elena     |
| 36  | 66th Wales Rally of Great Britain        | 2010   | Sébastien Loeb  | Daniel Elena     |